# Nederlandse kampioenschappen schaatsen afstanden 2020 - 10.000 meter mannen
De 10.000 meter mannen op de Nederlandse kampioenschappen schaatsen afstanden 2020 werd op zondag 29 december 2019 in ijsstadion Thialf te Heerenveen verreden, waarbij 10 deelnemers startten.

## Uitslag
| #      | Schaatser        | Tijd     |
| ------ | ---------------- | -------- |
| Goud   | Jorrit Bergsma   | 12.45,04 |
| Zilver | Patrick Roest    | 12.48,59 |
| Brons  | Marwin Talsma    | 12.59,12 |
| 4      | Jan Blokhuijsen  | 13.05,00 |
| 5      | Erik Jan Kooiman | 13.06,69 |
| 6      | Bob de Vries     | 13.11,32 |
| 7      | Bart de Vries    | 13.18,88 |
| 8      | Kars Jansman     | 13.22,25 |
| 9      | Chris Huizinga   | 13.47,84 |
| 10     | Marcel Bosker    | DNF      |

Uitslag op 
1987 · 
1988 · 
1989 · 
1990 · 
1991 · 
1992 · 
1993 · 
1994 · 
1995 · 
1996 · 
1997 · 
1998 · 
1999 · 
2000 · 
2001 · 
2002 · 
2003 · 
2004 · 
2005 · 
2006 · 
2007 · 
2008 · 
2009 · 
2010 · 
2011 · 
2012 · 
2013 · 
2014 · 
2015 · 
2016 · 
2017 · 
2018 · 
2019 · 
2020 · 
2021 · 
2022 · 
2023 · 
2024 · 
2025